# Obnażaczowate
Obnażaczowate (Argidae) – rodzina owadów z rzędu błonkoskrzydłych.

## Zasięg występowania
Przedstawiciele obnażaczowatych występują na cały świecie, najliczniej w strefie tropikalnej.
W Polsce stwierdzono 22 gatunki.

## Budowa ciała
Ciało masywne. Tylny kraniec przedplecza silnie wklęsły w widoku od strony grzbietu. Śródplecze nie jest podzielone poprzecznym rowkiem biegnącym między skrzydłami przedniej pary. Wyrostek tarczki połączony z nią. Pierwszy tergit odwłoka sięga do biodra tylnej pary nóg i jest połączony z metapleuronem. Na końcach goleni, pierwszej pary odnóży występują dwie ostrogi, mniejsza z nich jest równa przynajmniej połowie długości większej; na ich grzbietowej stronie pojedyncza ostroga, zwykle prosta. Na końcach goleni tylnej pary jedna ostroga bądź jej brak. Czułki charakterystyczne, trzyczłonowe, przy czym ostatni jest silnie wydłużony i u samców niektórych gatunków rozdwaja się w kształt litery „V” lub „Y”. Budowa czułków stanowi główną cechę rozpoznawczą rodziny. Przednia para skrzydeł bez żyłki podłużnej Sc, co najwyżej z krótką żyłką Sc1, zaś podstawy żyłek A2 i A3 prawie zawsze obecne; komórka analna jest zamknięta. W tylnym skrzydle komórki analna i medialna zwykle zamknięte.
Ubarwienie ciała zwykle ciemne (czarne bądź granatowe) lub czarno-czerwone bądź czarno-pomarańczowe, czasem również zielone. Gąsienice często mają jaskrawe, ostrzegawcze ubarwienie.

## Biologia i ekologia
Gąsienice żerują zwykle gromadnie. Żywią się zazwyczaj na liśćmi roślin (skrzypów, paproci, nagonasiennych i okrytonasiennych). Sporadycznie żerują na cienkich gałązkach bądź kotkach.

## Systematyka
DO obnażaczowatych zalicza się 913 gatunków, zgrupowanych w 60 rodzajach i 7 podrodzinach:
- Arginae
- Athermantinae
- Atomacerinae
- Dielocerinae
- Erigleninae
- Sterictiphorinae
- Zenarginae